# Cevallia sinuata
Cevallia sinuata är en brännreveväxtart som beskrevs av Mariano Lagasca y Segura. Cevallia sinuata ingår i släktet Cevallia och familjen brännreveväxter. Inga underarter finns listade i Catalogue of Life.